# كاميبل تاون سيتي أفسي
كاميبل تاون سيتي الاسم الكامل: (بالإنجليزية: Campbelltown City Soccer Club)‏ هو نادي كرة قدم أسترالي وشارك في الدوري الجنوب الأسترالي الممتاز.